# Ватиканский кодекс 2066
Ватиканский кодекс 2066 (лат. Codex Vaticanus 2066; условное обозначение: 046) — унциальный манускрипт X века на греческом языке, содержащий полный текст Откровения Иоанна, на 20 пергаментных листах (27,5 x 19 см). Название рукописи происходит от места её хранения.

## Особенности рукописи
Текст на листе расположен в одной колонке, 35 строки в колонке. 
Греческий текст рукописи отражает византийский тип текста. Рукопись отнесена к V категории Аланда. 
В настоящее время рукопись хранится в Ватиканской библиотеке (Gr. 2066).